# トルクエタム

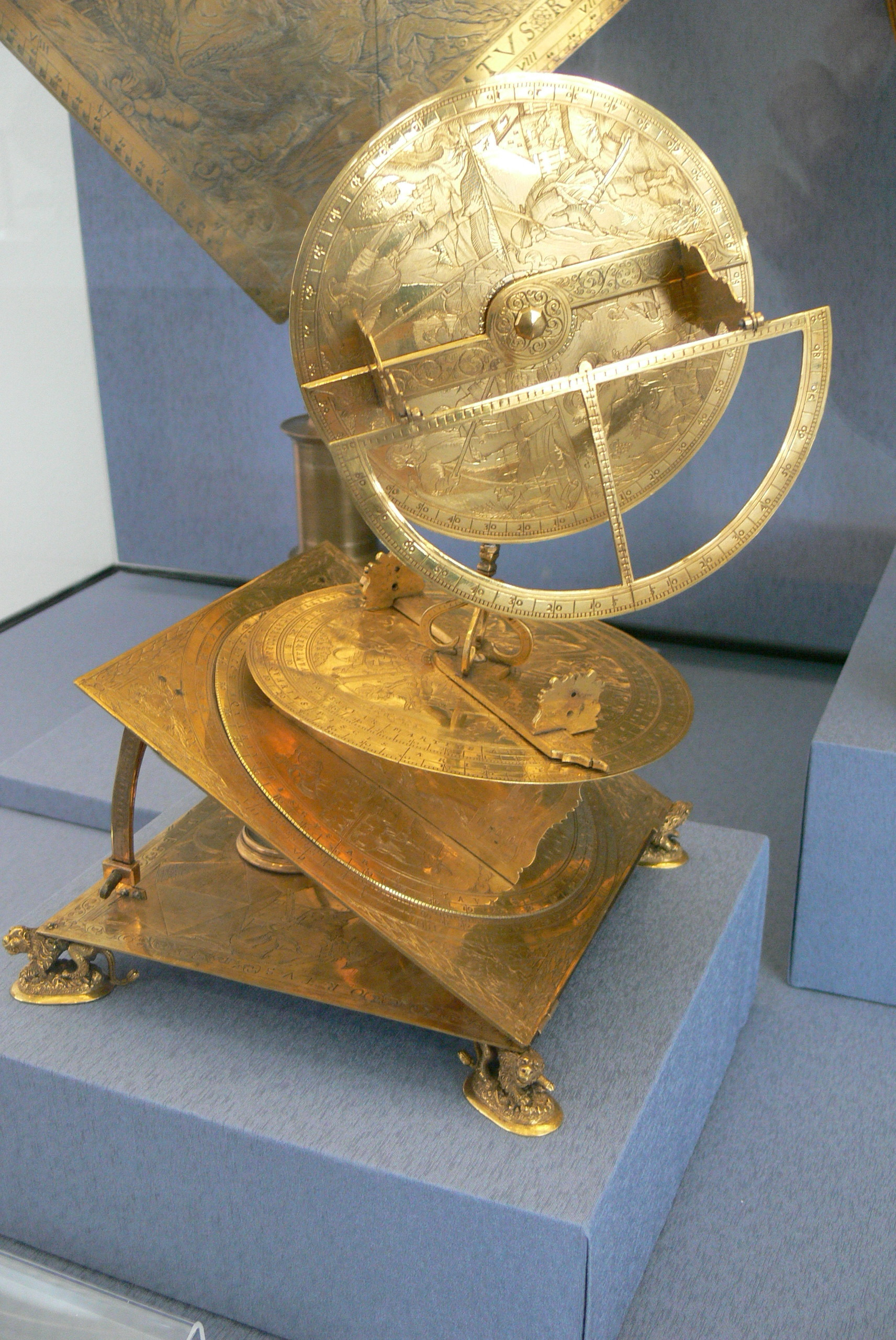
トルクエタム

トルクエタム（英: Torquetum, Turquet）は、中世の天文学用機器であり、地平座標、赤道座標、黄道座標という3種類の座標系の測定値の相互変換に用いられた。アナログコンピュータの一種とされることもある。
世界初のトルクエタムは、12世紀から13世紀ごろジャビール・イブン・アフラが作ったといわれているが、現存する最古のものは16世紀に作られたものである。
ハンス・ホルバインの有名な肖像画『大使たち』（1533年）には、トルクエタムが描かれている。テーブルの右側、右の大使のひじの触れているあたりに置かれていて、円板上の細かい文字も見て取れる。

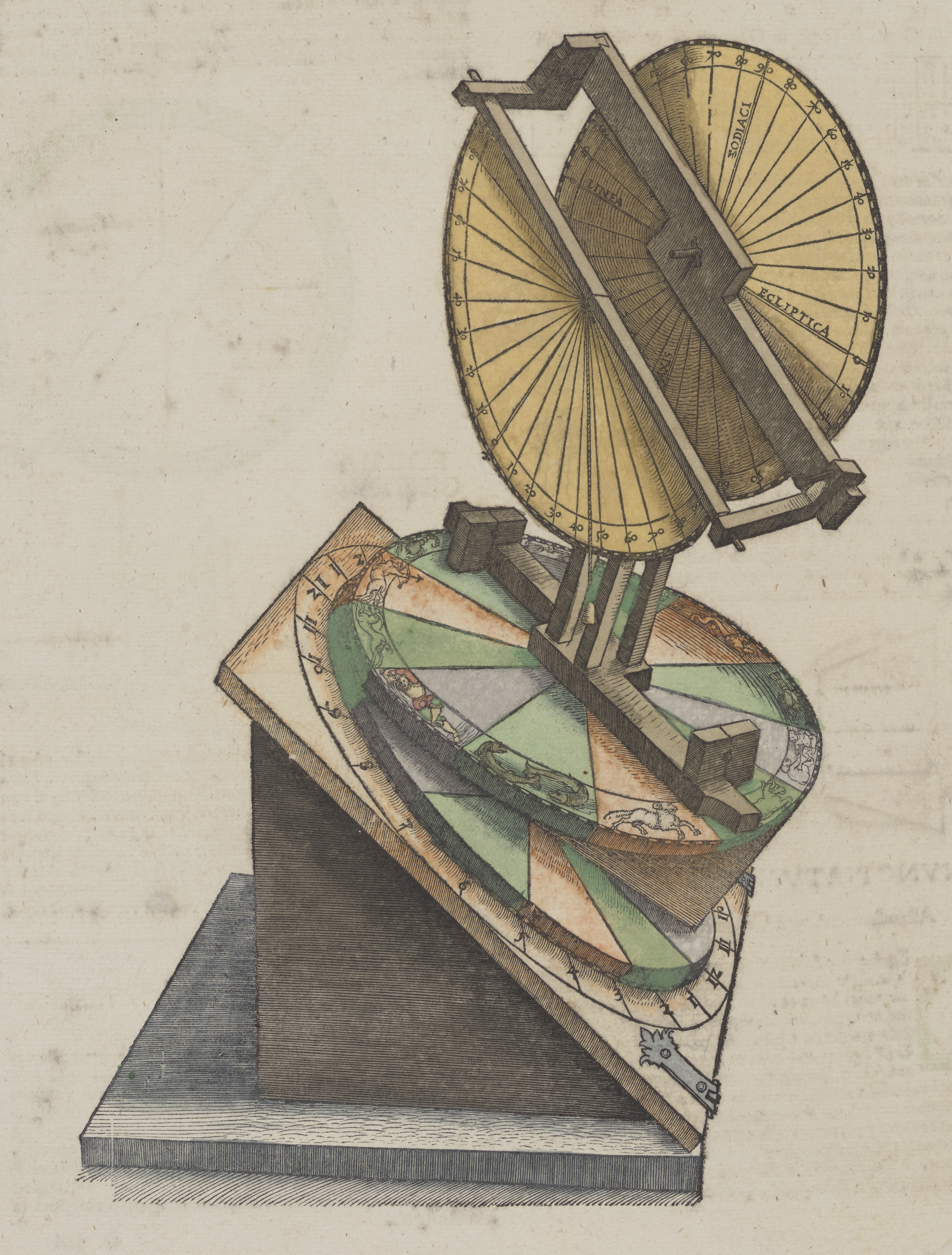
トルクエタム
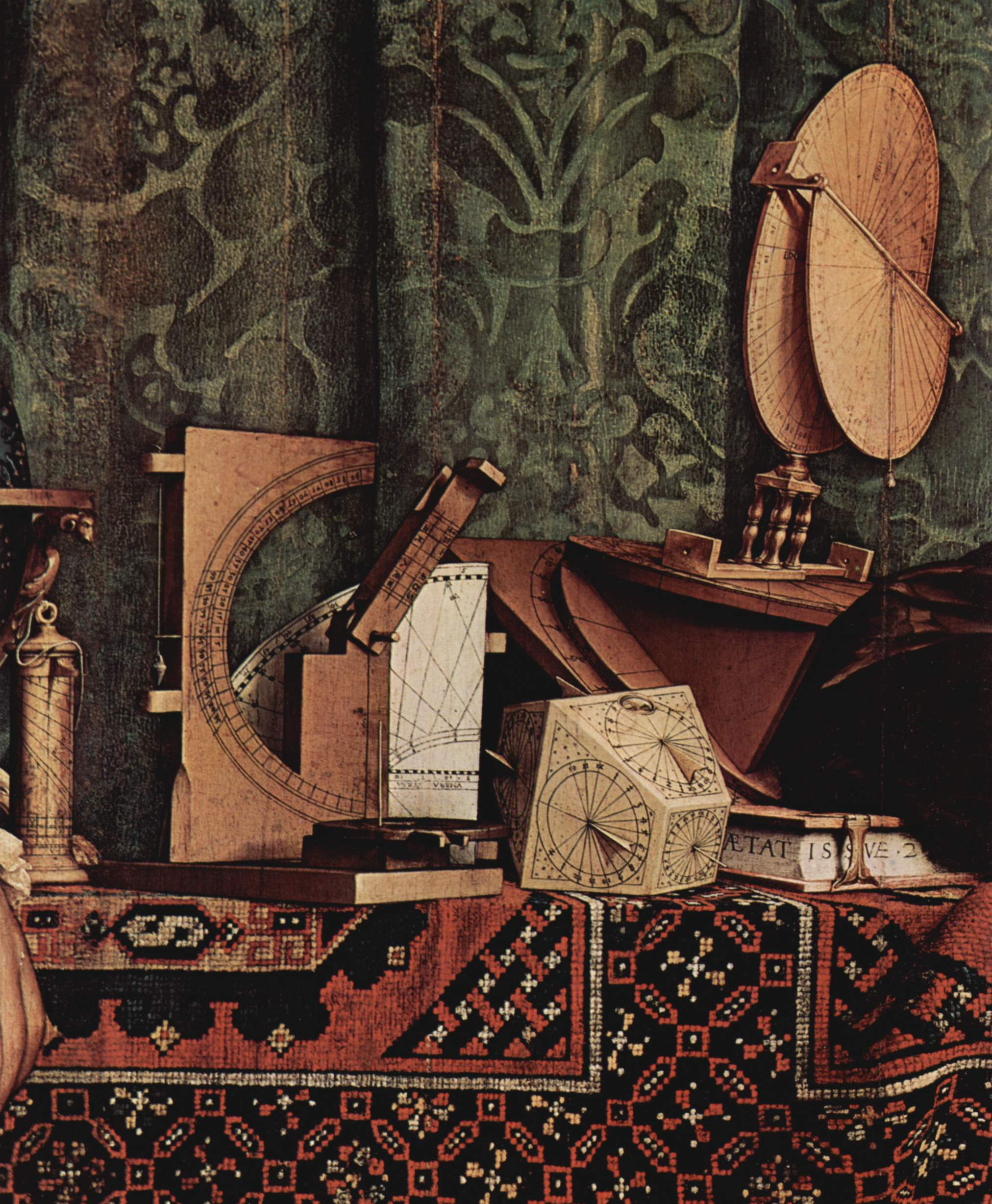
『大使たち』の一部